# Nastri d'argento 2001
Els Nastri d'argento 2001 foren la 56a edició de l'entrega dels premis Nastro d'Argento (Cinta de plata) que va tenir lloc el 29 de juliol de 2001 al teatre grecoromà de Taormina. a la inauguració del Taormina Film Fest. Les nominacions es van anunciar el 8 de juny de 2001 al Palazzo delle Esposizioni de Roma. El nombre més elevat de nominacions (vuit) es va obtenir L'habitació del fill de Nanni Moretti i Le fate ignoranti de Ferzan Özpetek.

## Guanyadors

### Millor director
- Nanni Moretti - La stanza del figlio
- Marco Tullio Giordana - I cento passi
- Gabriele Muccino - L'ultimo bacio
- Ermanno Olmi - Il mestiere delle armi
- Ferzan Özpetek - Le fate ignoranti

### Millor director novell
- Alex Infascelli - Almost Blue
- Andrea i Antonio Frazzi - Il cielo cade
- Daniele Gaglianone - I nostri anni
- Giuseppe Rocca - Lontano in fondo agli occhi
- Gionata Zarantonello - Medley - Brandelli di scuola

### Millor productor
- Tilde Corsi i Gianni Romoli - Le fate ignoranti i Kippur
- Angelo Barbagallo i Nanni Moretti - La stanza del figlio
- Fabrizio Mosca - I cento passi
- Domenico Procacci - Il partigiano Johnny i L'ultimo bacio
- Pasquale Scimeca - Placido Rizzotto

### Millor argument
- Ferzan Özpetek i Gianni Romoli - Le fate ignoranti
- Giorgia Cecere i Edoardo Winspeare - Sangue vivo
- Nanni Moretti - La stanza del figlio
- Furio Scarpelli - Concorrenza sleale
- Leonardo Fasoli i Gianluca Maria Tavarelli - Qui non è il paradiso

### Millor guió
- Claudio Fava, Marco Tullio Giordana i Monica Zapelli - I cento passi
- Francesca Archibugi - Domani
- Leonardo Fasoli i Gianluca Maria Tavarelli - Qui non è il paradiso
- Linda Ferri, Nanni Moretti i Heidrun Schleef - La stanza del figlio
- Ferzan Özpetek i Gianni Romoli - Le fate ignoranti

### Millor actor protagonista
- Stefano Accorsi - Le fate ignoranti
- Diego Abatantuono i Sergio Castellitto - Concorrenza sleale
- Antonio Albanese i Fabrizio Bentivoglio - La lingua del santo
- Aldo, Giovanni & Giacomo - Chiedimi se sono felice
- Luigi Lo Cascio - I cento passi

### Millor actriu protagonista
- Margherita Buy - Le fate ignoranti
- Lorenza Indovina - Almost Blue
- Giovanna Mezzogiorno - L'ultimo bacio
- Laura Morante - La stanza del figlio
- Lucia Poli - Gostanza da Libbiano

### Millor actriu no protagonista
- Stefania Sandrelli - L'ultimo bacio
- Sabrina Impacciatore - Concorrenza sleale i L'ultimo bacio
- Ornella Muti - Domani
- Lucia Sardo - I cento passi
- Jasmine Trinca - La stanza del figlio

### Millor actor no protagonista
- Giancarlo Giannini - Hannibal
- Luigi Maria Burruano - I cento passi
- Ivano Marescotti - Un delitto impossibile i La lingua del santo
- Silvio Orlando - La stanza del figlio
- Claudio Santamaria - Almost Blue

### Millor banda sonora
- Ennio Morricone - Malèna
- Agricantus - Placido Rizzotto
- Massimo Volume - Almost Blue
- Goblin - Non ho sonno
- Officina Zoè - Sangue vivo

### Millor fotografia
- Fabio Olmi - Il mestiere delle armi
- Arnaldo Catinari - Chiedimi se sono felice
- Giuseppe Lanci - La stanza del figlio
- Pasquale Mari - Placido Rizzotto
- Pasquale Rachini - I cavalieri che fecero l'impresa

### Millor vestuari
- Francesca Sartori - Il mestiere delle armi
- Nanà Cecchi - I cavalieri che fecero l'impresa
- Alessandro Lai - Rosa e Cornelia
- Maurizio Millenotti - Malèna
- Odette Nicoletti - Concorrenza sleale

### Millor escenografia
- Luigi Marchione - Il mestiere delle armi
- Bruno Cesari - Le fate ignoranti
- Francesco Frigeri - Malèna
- Giuseppe Pirrotta - I cavalieri che fecero l'impresa
- Luciano Ricceri - Concorrenza sleale

### Millor muntatge
- Claudio Di Mauro - L'ultimo bacio
- Massimo Germoglio - Honolulu Baby
- Roberto Missiroli - I cento passi
- Anna Rosa Napoli - Non ho sonno
- Massimo Quaglia - Malèna

### Millor cançó
- L'ultimo bacio de Carmen Consoli - L'ultimo bacio
- Chiedimi se sono felice de Samuele Bersani - Chiedimi se sono felice
- Due destini dels Tiromancino - Le fate ignoranti
- Piero Marras - Un delitto impossibile

### Millor doblatge femení i masculí
- Franca D'Amato – veu de Juliette Binoche a Chocolat
- Michele Gammino – veu a Harrison Ford a What Lies Beneath

### Millor curtmetratge
- Rimedi contro l'amore de Giovanna Sonnino
- L'ultima questione de Corrado Franco

### Millor productor de curtmetratge
- Corrado Franco - L'ultima questione

### Menció especial al curtmetratge
- Ciccio Colonna de Syusy Blady
- Quid pro quo de Jerome Bellavista Caltagirone

### Millor pel·lícula estrangera
- Stephen Daldry - Billy Elliot
- Claude Chabrol - Merci pour le chocolat
- Cameron Crowe - Gairebé famosos (Almost Famous)
- Benjamin Ross - RKO 281
- Steven Soderbergh - Traffic

### Nastro d'Argento especial
- Armando Trovajoli

### Nastro d'Argento europeu
- Emir Kusturica - Super 8 Stories

### PremiGuglielmo Biraghi
- Jasmine Trinca - La stanza del figlio
- Jamie Bell - Billy Elliot